# Soul jazz
Soul jazz stammar från hardbop som i sin tur påverkats av gospel och blues och utvecklades under slutet av 1950-talet och början av 1960-talet. Den utvecklades bland annat av bröderna Adderleys och Horace Silvers grupper med låtar som The Preacher (Silver) och Sermonette (Adderley). Den hade sin grund i den rytmiska svarta gospeln och var en direkt föregångare till den soulmusik som företräddes av Aretha Franklin och andra. Ett flertal jazzmusiker deltog som studiomusiker i de första soul-inspelningarna.
1963 släppte trumpetaren Lee Morgan albumet The Sidewinder på etiketten Blue Note. Inledningsspåret, med samma namn som skivan, blev en stor hit med sitt bluesiga tema och bogaloo-rytmer. Efter denna succé blev bogaloolåtar legio som inledningsspår på Blue Notes skivor,  men ingen av efterföljarna fick samma framgångar.
Under andra halvan av 1960-talet och början av 1970-talet kom ett antal välrenommerade jazzmusiker att göra funk- och senare discoinriktade skivor, däribland Lou Donaldson (Midnight Creepers, Everything I Play Is Gonna Be Funky med flera) och Roy Ayers (Stoned Soul Picnic med flera). Inspelningar av kända evergreens gjordes också, framför allt med orgeltrio, till exempel Richard "Groove" Holmes "Theme from Love Story". Många av dessa skivor har mycket lågt substantiellt värde och är snarast att betrakta som sell-out, och man kan klart säga att genren hade stagnerat under slutet av 1960-talet. Man säga att Medeski Martin & Wood idag är en modern, och nyskapande, representant för genren.